# Abraxas igneofasciata
Abraxas igneofasciata là một loài bướm đêm trong họ Geometridae.